# Barbarzyna
Barbarzyna – niewielka polana w Pieninach Czorsztyńskich. Należy do wsi Sromowce Wyżne w województwie małopolskim, w powiecie nowotarskim, w gminie Czorsztyn. Znajduje się przy gruntowej drodze odchodzącej od drogi Krośnica- Sromowce Wyżne do zatoki Harczy Grunt na Jeziorze Czorsztyńskim. Polana położona jest na wysokości około 580–620 m w granicach Pienińskiego Parku Narodowego i jest własnością prywatną.
Nazwa polany pochodzi od zbrodni, okrutnego barbarzyństwa dokonanego przez jakąś wrogą bandę (Husytów?) na okolicznych mieszkańcach.
Na Barbarzynie znajdują się ziołorośla górskie (Adenostylion alliariae) i ziołorośla nadrzeczne (Convolvuletaliasepium) i górskie łąki konietlicowe użytkowane ekstensywnie (Polygono-Trisetion). Kiedyś występowały storczyki, ale wskutek zaprzestania użytkowania łąki wyginęły. Podczas monitoringu mchów znaleziono na niej trzy gatunki rzadkich, chronionych gatunków mchów: mokradłoszka zaostrzona (Calliergonella cuspidata), drabik drzewkowaty (Climacium dendroides) i Thuidium assimile. W latach 1987–1988 znaleziono tu bardzo rzadki, w Polsce zagrożony wyginięciem gatunek porostu – trzonecznicę rdzawą Chaenotheca ferruginea.
Przy tej samej drodze co polana Barbarzyna znajduje się łąka Pod Jargiem położona przy zatoce Harczygrund.